# Zucht (film)
Zucht (internationale titel: Breath) is een korte film uit 2007 die is geproduceerd in het kader van Kort! 7. De film werd genomineerd voor een Gouden Kalf.

## Inhoud
Erik gaat zwemmen met zijn vriendinnetje Sofie en haar vader, maar hij heeft meer belangstelling voor de vader dan voor Sofie. Als de vader op een vlondertje uitrust, laat Sofie Erik met dichte ogen tot 10 tellen. Bij de 10 kust ze hem. Vervolgens telt Sofie tot 10. Terwijl ze telt, zwemt Erik naar de vader, tekent met modder een hartje op zijn rug en zwemt terug naar Sofie. Sofie is dan met tellen net bij de 10. Hij kust haar en gaat liggen.

## Rolverdeling
| Acteur           | Personage | Opmerkingen     |
| ---------------- | --------- | --------------- |
| Yannick de Waal  | Erik      |                 |
| Moo Miero        | Sofie     |                 |
| Roeland Fernhout | Arend     | vader van Sofie |